# Nagroda Fundacji Władysława i Nelli Turzańskich
Nagroda Fundacji Władysława i Nelli Turzańskich – nagroda, która była przyznawana 21 razy w latach 1988–2015 m.in. pisarzom, muzykom, artystom sztuk wizualnych, naukowcom przez Fundację Władysława i Nelli Turzańskich „za szczególne osiągnięcia w dziedzinie kultury polskiej”.

## Fundacja
Fundacja Turzańskich została założona przez Władysława Grzymałę-Turzańskiego i Nelli Turzańską-Szymborską w 1988 roku w Toronto, działała do 11 grudnia 2015 roku; prezesem fundacji była Ewa Szozda. Oprócz głównych nagród przyznawano Wyróżnienia Młodych Talentów, które przyznano dziesięciu osobom. Po zakończeniu działalności fundacji, a wraz z nią przyznawania nagrody, pozostałe środki finansowe zgodnie z wolą założycielki fundacji przeznaczono na powstanie „funduszu stypendialnego dla doktorantów polonistyki na Uniwersytecie Torontońskim”.

## Laureaci
(W nawiasie podano miejsce zamieszkania laureata)

„Zasłużeni twórcy polskiej kultury i nauki”:
- Henryk Słaby – nagroda honorowa[4]
- 1988
  - Wacław Iwaniuk (Kanada)[4] – literatura[6]
  - Mirosław Kułakowski (Kanada)[4] – nauka[6]
- 1989
  - Adam Tomaszewski (Kanada)[4] – literatura[6]
  - Maciej Jaśkiewicz (Kanada)[4] – muzyka[6]
  - Marek Skwarnicki (Polska)[4] – literatura[6]
- 1990
  - Tadeusz Nowakowski (Niemcy)[4] – literatura[6]
  - Józef Garliński (Wielka Brytania)[4] – literatura[6]
- 1991
  - Bogdan Czaykowski (Kanada)[4] – literatura[6]
  - Jacek Sawicki (Polska)[4] – dokument[6]
  - Romuald Mieczkowski (Litwa)[4] – literatura[6]
- 1992
  - Janusz Krasiński (Polska)[4] „za całokształt twórczości, ze szczególnym uwzględnieniem książki pt. Na stracenie”[7] – literatura[6]
  - Jerzy Kopczewski (Polska)[4] – teatr[6]
  - Stanisław Kopf (Polska)[4] – dokument[6]
- 1994
  - Irena Harasimowicz (Kanada)[4] – literatura[6]
  - Danuta Mostwin (USA)[4] – literatura[6]
  - Maria Nowotarska (Kanada)[4] – teatr[6]
  - Jan Twardowski (Polska)[4] – literatura[6]
  - Krzysztof Zarzecki (Kanada)[4] – literatura[6]
- 1995
  - Jarosław Abramow-Newerly (Polska)[4] – literatura[6]
  - Roman Aftanazy (Polska)[4] – dokument[6]
  - Stanisław Barańczak (USA)[8][4] –literatura[6]
  - Jadwiga Jurkszus-Tomaszewska[4] – literatura[9]
  - Ryszard Kapuściński (Polska)[4] – literatura[9]
  - Janusz Kryszak (Polska)[10] – literatura[9]
  - Bronisława Michałowska (Kanada)[4] – sztuka[9]
- 1996–1997
  - Kazimierz Głaz (Kanada)[4] – sztuka[9]
  - Jacek Łukasiewicz (Polska)[4] – literatura[9]
  - Michał Mikoś (USA)[4] – literatura[9]
  - Włodzimierz Odojewski (Niemcy)[4] – literatura[9]
  - Arkadiusz Pacholski (Polska)[4] – literatura[9]
  - Władysław Józef Stankiewicz (Kanada)[4] – nauka[9]
  - Jerzy Święch (Polska)[4] – literatura[9]
- 1998 
  - Jerzy Kołacz (Kanada)[4] – sztuka[9]
  - Henryk Mażul (Litwa)[4] – literatura[9]
  - Janusz Szuber (Polska)[11] – literatura[9]
  - Irena Tomaszewska (Kanada)[4] – dokument[9]
  - Alina Witkowska (Polska)[4] – literatura[9]
- 1999
  - Adam Czerniawski (Wielka Brytania)[4] – literatura[9]
  - Andrzej Kunert (Polska)[4] – dokument[9]
  - Andrzej Stawicki (Kanada)[4] – sztuka[9]
  - Tymon Terlecki (Wielka Brytania)[4] – literatura[9]
- 2000
  - Julita Karkowska (USA)[4] – publicystyka, promocja kultury polskiej[9]
  - Wojciech Ligęza (Polska)[4] – literatura[9]
  - Adam Lizakowski (USA)[4][12] „za szczególne osiągnięcia w dziedzinie kultury polskiej, ze szczególnym uwzględnieniem tomów Złodzieje czereśni. Wiersze i poematy oraz Legenda o poszukiwaniu ojczyzny”[13] – literatura[9]
  - Aleksander Rybczyński (Kanada)[4] – literatura[9]
- 2001
  - Norman Davies (Wielka Brytania)[4] – nauka[9]
  - Tymoteusz Karpowicz (USA)[4] – literatura[9]
  - Adam Zagajewski[14] – literatura[9]
- 2002
  - Kazimierz Braun (USA)[4][15] – teatr[16]
  - Anna Frajlich (USA)[4][17] – literatura[16]
  - Marian Kisiel (Polska)[4][18] – literatura[16]
- 2003
  - Julia Hartwig (Polska)[4][19][20] – literatura[16]
  - Maja Komorowska (Polska)[4] – teatr, film[16]
  - Adam Makowicz (USA)[4] – muzyka[16]
  - Ewa Thompson (USA)[4] – nauka[16]
- 2004
  - Marek Chodakiewicz (USA)[4] – nauka[16]
  - Ewa Lipska (Polska)[4] – literatura[16]
  - Michael Newham (Kanada)[4] – muzyka[16]
  - Magdalena Rabizo-Birek (Polska)[4] – literatura[16]
- 2005
  - Andrzej Busza (Kanada)[4] – literatura[16]
  - Ad van Rijsewijk(inne języki) (Holandia)[4] – literatura, promocja kultury polskiej[16]
  - Tadeusz Różewicz (Polska)[4] – literatura[16]
- 2006
  - Roman Chojnacki (Kanada)[4] – literatura[16]
  - Andrzej Dudziński (Polska)[4] – sztuka[16]
  - Beata Tarnowska (Polska)[4] – literatura[16]
- za lata 2007–2009 
  - Włodzimierz Bolecki (Polska)[4]
  - Tamara Jaworska (Kanada)[4]
  - Marian Pankowski (Belgia)[4]
  - Jarosław Marek Rymkiewicz (Polska)[4]
  - Grażyna Zambrzycka „za twórczość poetycką”[21] (Kanada)[4]
- 2010
  - Janina Fialkowska (Kanada)[4]
  - Michał Głowiński w uznaniu dorobku „w dziedzinie teorii i historii literatury” ze szczególnym uwzględnieniem książki Kręgi obcości[22]
  - Sławomir Mrożek (Francja)[4]
- za lata 2011–2012 (ogłoszone w 2013)
  - Tomasz Burek[3]
  - Artur Daniel Liskowacki[3][23]
  - Andrzej Pityński[24]
  - Ewa Stachniak (Kanada)[3]
- za lata 2013–2015 (ogłoszone w 2015)[1]
  - Beata Dorosz (Polska) „za całokształt dorobku naukowego”[1]
  - Florian Śmieja (Kanada) „za całokształt dorobku poetyckiego i przekładowego”[1]
  - Aleksandra Ziółkowska-Boehm (USA) „za całokształt twórczości reporterskiej, eseistycznej, wspomnieniowej i edytorskiej”[1]